# Classe (armée)
Pour les articles homonymes, voir Classe.

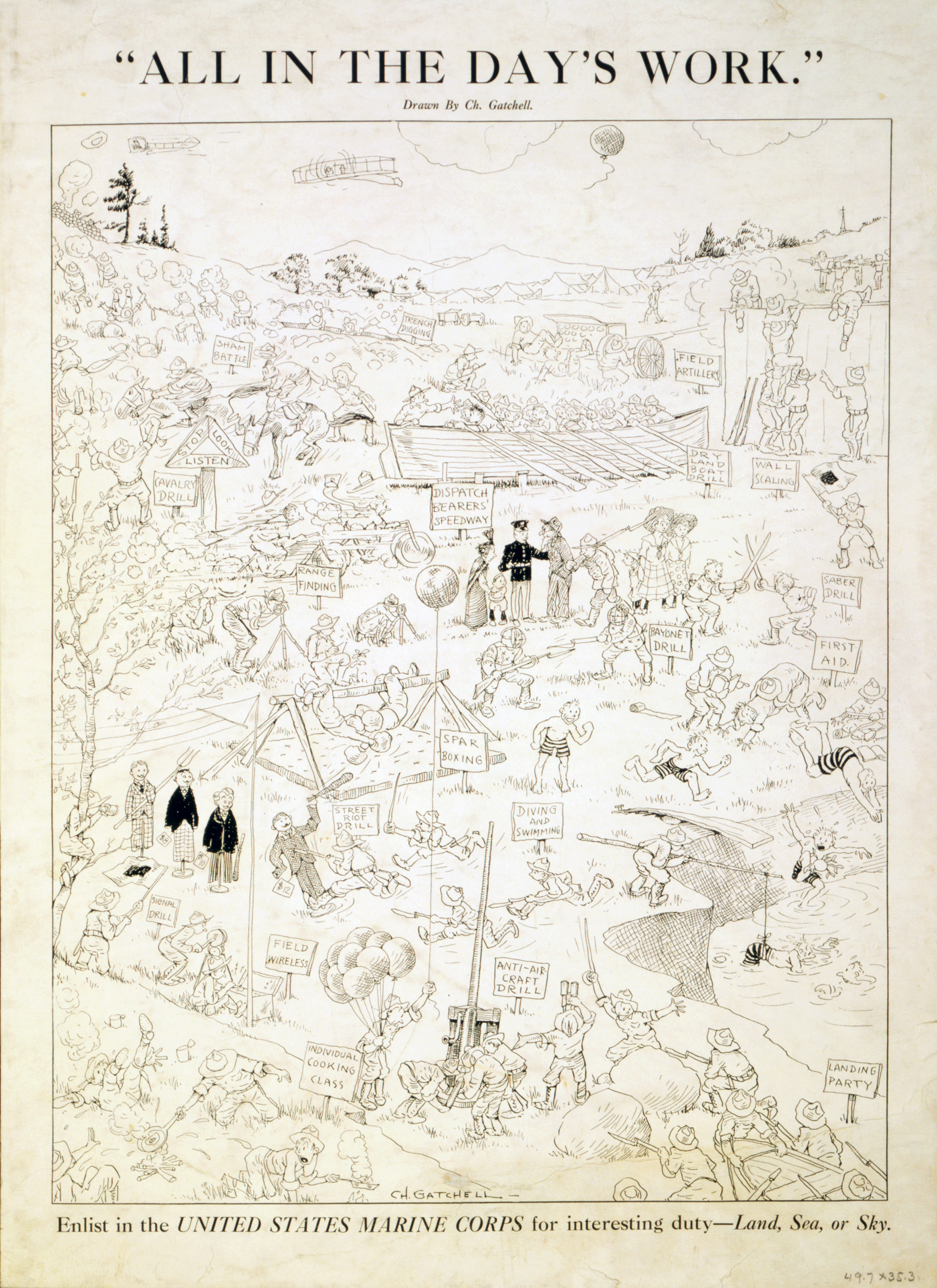
Affiche de recrutement des Marines pendant la Première Guerre mondiale.

Les classes sont la formation de base des nouvelles recrues dans l'Armée, son contenu variant suivant les corps d'armée et les unités.

## Marine Nationale française
Dans la Marine française, la durée des classes est de quatre semaines pour les EILD, 3 semaines pour les EILD issus de la filière post BEP, 16 semaines pour les élèves maistranciers. Les jeunes recrues reçoivent une formation militaire (organisation, grades, ordre serré, maniement des armes, droit militaire, etc), et une formation maritime (matelotage, notions de survie, etc]. À l'issue de cette formation, ils reçoivent le brevet d'équipage, ce qui leur donne la distinction de matelot breveté (1re classe), et les élèves maistranciers voient leurs sabords changer de couleurs : bleus au lieu de rouge.

## Armée de l'air française
En 2014, dans l'Armée de l'air française, la formation initiale pour un Elève Sous-officier (ESO, recrutement au grade de sergent) se découpe en deux formations distinctes :
- une formation militaire initiale à l'EFSOAA sur la Base aérienne 721 Rochefort, au sein de l'Escadron de la Formation Militaire (EFM) 01.321, qui se déroule pendant 16 semaines (environ 6 mois en comprenant les congés) et qui se centre sur l'entraînement au combat (déplacement sur le terrain, techniques, utilisation et entretien des armes, tirs, sécurité, mise en place de camps de toile, matériel de transmission...), la formation au commandement en tant que sous-officier, l'ordre serré (marche au pas, mouvements de pied ferme, déplacements en section...), le sport (natation, course, parcours d'obstacles), le règlement militaire, la hiérarchie militaire (grades), la correspondance militaire... ; cette formation est sanctionnée par l'obtention du Certificat d'Aptitude Militaire (CAM) ;
- une formation de spécialité initiale, dont la durée et le lieu sont variables selon la spécialité choisie : 9 semaines (environ 3 mois avec les congés) pour un gestionnaire RH - secrétaire (indice de spécialité 3610) à l'École des Fourriers de Querqueville, 42 semaines pour un mécanicien avionique (indice de spécialité 2217) sur la BA 721 de Rochefort, ou encore 31 à 103 semaines (selon la langue) pour un intercepteur traducteur de langues (indice de spécialité 317x) ; cette formation est sanctionnée par l'obtention d'un certificat professionnel, et surtout du Certificat Élémentaire (CE) de la spécialité, ce dernier étant attribué au 1er jour du mois suivant la fin de la formation (ex : formation réussie se terminant au 25 avril, obtention du CE au 1er mai) ; des formations complémentaires peuvent y être ajoutées (ex : pour les gestionnaires RH - Secrétaires, une formation complémentaire d'une semaine sur le Système Informatique de Ressources Humaines (SIRH) est prévue sur la Base aérienne 705 Tours).

Le jeune sergent (caporal-chef dans certains cas, pour les plus courtes formations de spécialité) est alors affecté à une entité (sur la base d'un "amphi", où le choix s'effectue par une priorité au mérite sur des postes prédéterminés par la DRHAA), où il sera parrainé par un sous-officier supérieur pendant 6 mois, à l'issue desquels il obtiendra le Brevet Élémentaire (BE).
La formation en école est rémunérée : au grade d'Aviateur pendant la formation militaire, puis selon une progression en grade durant la formation de spécialité (caporal au 1er du mois suivant l'obtention de la formation militaire, caporal-chef un mois plus tard, puis sergent encore deux mois plus tard). Les avantages en nature (essentiellement la nourriture et l'hébergement) peuvent varier selon le grade et le lieu de formation (gratuit, partiellement payant ou totalement payant).